# Anoectangium mougeotii
Anoectangium mougeotii là một loài Rêu trong họ Pottiaceae. Loài này được (Bruch & Schimp.) Lindb. mô tả khoa học đầu tiên năm 1879.